# Венециани, Витторе
Витторе Венециани (итал. Vittore Veneziani; 25 мая 1878, Феррара — 14 января 1958, Феррара) — итальянский хоровой дирижёр и композитор.
Сын еврея-коммерсанта. Учился музыке в городской музыкальной школе в Ферраре, затем окончил Болонский музыкальный лицей по классу композиции Джузеппе Мартуччи.
Преподавал хоровое пение в Венецианской консерватории, в 1913—1919 гг. возглавлял Муниципальную школу хорового пения в Турине, одновременно работал инструктором в хоре туринского Театр Реджио. Затем в течение двух сезонов работал в Болонье в Муниципальном театре. В 1921 г. по приглашению Артуро Тосканини возглавил хор в миланском театре Ла Скала. В 1938 г. в результате растущего антисемитизма в политике фашистской Италии вынужден был выйти в отставку. Руководил хором миланской синагоги. В феврале 1944 года бежал в Швейцарию, основал хоровую школу в Ровередо. В июле 1945 года вернулся в Италию и вновь возглавлял хор Ла Скала вплоть до 1954 года. В 1955 году вернулся в Феррару, где выступил одним из основателей Хоровой академии, которая теперь носит его имя (итал. Accademia Corale Vittore Veneziani). В Ферраре именем Венециани также названа улица (итал. Via Vittore Veneziani).
Опера Венециани «Легенда озера Лаго» (итал. La leggenda del Lago) была поставлена в 1911 году в венецианском театре Ла Фениче. Ему принадлежит также ряд хоровых и вокальных сочинений.